# Station Brennik
Station Brennik is een spoorwegstation in de Poolse plaats Brennik.